# گردشگاه چاه‌مسکی
گردشگاه چاه‌مسکی یکی از گردشگاه‌های طبیعی و عمومی استان فارس می‌باشد که در ۳۰ کیلومتری شهر شیراز و در دشت «چاه‌مسکی» واقع شده‌است. وجود گونه‌های نادر جانوران از ویژگی‌های برجستهٔ این گردشگاه به‌شمار می‌رود.

## موقعیت منطقه
این منطقه حفاظت شده، در ابتدای دشت چاه‌مسکی و در فاصله ۳۰ کیلومتری شیراز قرار دارد و دسترسی به آن از طریق جاده شیراز - مرودشت میسر است. وسعت کنونی این گردشگاه در حدود ۳۰ هکتار است که به لحاظ چشم اندازهای طبیعی و آب و هوای مناسب، از فضایی مطلوب برخوردار است. در این گردشگاه علاوه بر استفاده از امکانات بازدید از حیات وحش، می‌توان از نمایشگاه عکس‌های گونه‌های پرندگان و پستانداران نادر و همچنین از گونه‌های جانوری تاکسیدرمی (خشک شده) شده بازدید کرد.